# Campionat del Món de motocròs júnior
El Campionat del Món de motocròs júnior (oficialment: FIM Junior Motocross World Championship) és la màxima competició internacional de motocròs en categoria Júnior. El campionat fou instaurat per la FIM el 1999, inicialment sota el nom de Copa d'Europa Júnior. El 2000 fou rebatejat com a Copa FIM Júnior i a partir del 2004 passà a denominar-se ja "Campionat del Món".
Actualment se celebra en tres categories: 65cc, 85cc i 125cc (del 1999 al 2006, la de 85cc estava limitada a 80 cc). El campió de cada categoria es decideix a una sola cursa, cada any en un circuit diferent.

## Historial
Font:
A 26 de novembre de 2024
| Any  | 125 cc                | 125 cc                | 80 cc                 | 80 cc                 | 65 cc                 | 65 cc                 | Lloc                  |
| Any  | Campió                | Motocicleta           | Campió                | Motocicleta           | Campió                | Motocicleta           | Lloc                  |
| ---- | --------------------- | --------------------- | --------------------- | --------------------- | --------------------- | --------------------- | --------------------- |
| 1999 | -                     | -                     | Kevin Strijbos        | Suzuki                | -                     | -                     | Gaildorf              |
|      |                       |                       |                       |                       |                       |                       |                       |
| 2000 | -                     | -                     | Tanel Leok            | Honda                 | -                     | -                     | Roggenburg            |
| 2001 | Tanel Leok            | KTM                   | Broc Hepler           | Suzuki                | -                     | -                     | Talavera de la Reina  |
| 2002 | Davide Guarneri       | Yamaha                | Dennis Verbruggen     | Yamaha                | -                     | -                     | Moggers               |
| 2003 | Simone Baima-Besquet  | Yamaha                | Ryan Villopoto        | Kawasaki              | -                     | -                     | Asti                  |
|      |                       |                       |                       |                       |                       |                       |                       |
| 2004 | Ivo Steinbergs        | Yamaha                | Zachary Osborne       | KTM                   | -                     | -                     | Ķegums                |
| 2005 | Dennis Verbruggen     | Yamaha                | Steven Clarke         | Suzuki                | -                     | -                     | Jinín                 |
| 2006 | Joel Roelants         | KTM                   | Alessandro Lupino     | KTM                   | -                     | -                     | Vantaa                |
|      | 125 cc                | 125 cc                | 85 cc                 | 85 cc                 | 65 cc                 | 65 cc                 | Lloc                  |
| 2007 | Blake Wharton         | KTM                   | Ken Roczen            | Suzuki                | -                     | -                     | Sevlíevo              |
| 2008 | Matiss Karro          | Suzuki                | Jeffrey Herlings      | Suzuki                | -                     | -                     | Heerde                |
| 2009 | Eli Tomac             | Honda                 | Jay Wilson            | KTM                   | -                     | -                     | Taupo                 |
| 2010 | Jordi Tixier          | KTM                   | Henri Jacobi          | KTM                   | Jake Pinhancos        | KTM                   | Dardon-Gueugnon       |
| 2011 | Joseph Savatgy        | Suzuki                | Pauls Jonass          | KTM                   | Jorge Prado           | KTM                   | Cingoli               |
| 2012 | Tim Gajser            | KTM                   | Brian Hsu             | Suzuki                | Caleb Grothues        | KTM                   | Sevlíevo              |
| 2013 | Pauls Jonass          | KTM                   | Conrad Mewse          | KTM                   | Aiden Tijero          | KTM                   | Jinín                 |
| 2014 | Brian Hsu             | Suzuki                | Kim Savaste           | KTM                   | Jett Lawrence         | KTM                   | Lierneux              |
| 2015 | Maxime Renaux         | Yamaha                | Raivo Dankers         | KTM                   | Kay Karssemakers      | KTM                   | El Molar              |
| 2016 | Jago Geerts           | KTM                   | Rene Hofer            | KTM                   | Kirill Vorobyev       | KTM                   | Orlyonok              |
| 2017 | Gianluca Facchetti    | Husqvarna             | Eddie Wade            | Husqvarna             | Ivano van Erp         | KTM                   | Lange                 |
| 2018 | Bailey Malkiewicz     | Yamaha                | Caden Braswell        | KTM                   | Braden Plath          | Husqvarna             | Horsham               |
| 2019 | Mattia Guadagnini     | Husqvarna             | Valerio Lata          | KTM                   | Vitezslav Marek       | KTM                   | Pietramurata          |
| 2020 | Cancel·lat (COVID-19) | Cancel·lat (COVID-19) | Cancel·lat (COVID-19) | Cancel·lat (COVID-19) | Cancel·lat (COVID-19) | Cancel·lat (COVID-19) | Cancel·lat (COVID-19) |
| 2021 | Håkon Østerhagen      | Fantic                | Mattia Barbieri       | Gas Gas               | Aron Katona           | Husqvarna             | Megalòpolis           |
| 2022 | Ivano van Erp         | Yamaha                | Gyan Doensen          | Husqvarna             | Lucas Leok            | Husqvarna             | Vantaa                |
| 2023 | Mathis Valin          | Gas Gas               | Dani Heitink          | Husqvarna             | Patriks Cirulis       | Husqvarna             | Bucarest              |
| 2024 | Noel Zanocz           | Fantic                | Levi Townley          | Yamaha                | Kash van Hamond       | Gas Gas               | Heerde                |

Notes
1. ↑  Copa d'Europa Júnior
2. ↑  Primera edició com a Copa FIM Júnior
3. ↑  Primera edició com a Campionat del Món Júnior